# Wikipédia en komi-permiak
Wikipédia en komi-permiak (en komi-permiak : Перем коми Википедия [Perem komi Vikipedija]) est l’édition de Wikipédia en komi-permiak, langue permienne parlée dans le kraï de Perm en Russie. Les articles sont créés sur l'incubateur Wikimédia à partir d'avril 2009 et l'édition est lancée officiellement le 19 octobre 2010,,,. Son code est : koi.
Au 21 mars 2025, l'édition en komi-permiak contient 3 468 articles et compte 9 275 contributeurs, dont 17 contributeurs actifs et 1 administrateur.

## Présentation

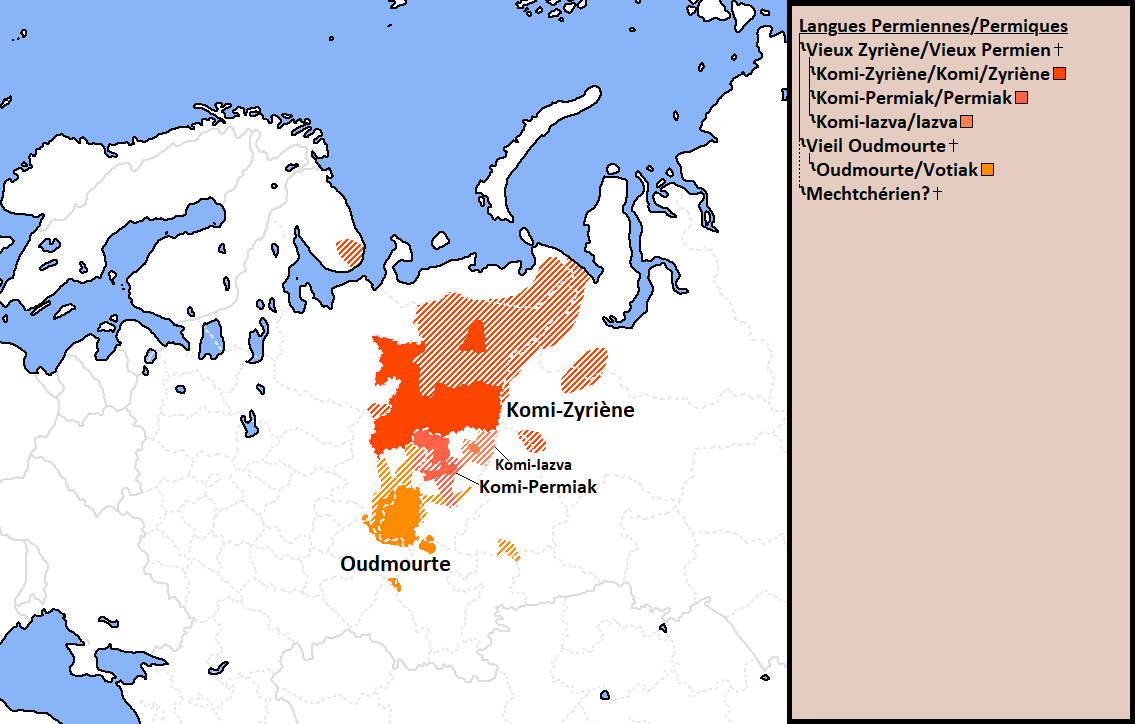
Aire de diffusion du komi-permiak au sein des Langues permiennes.

## Statistiques
- Le 11 mars 2015, l'édition en komi-permiak compte 3 436 articles et 3 781 utilisateurs enregistrés[6], ce qui en fait la 176e[7] édition linguistique de Wikipédia par le nombre d'articles et la 259e[8] par le nombre d'utilisateurs enregistrés, parmi les 287 éditions linguistiques actives.
- Le 10 octobre 2022, elle contient 3 445 articles et compte 7 966 contributeurs, dont 12 contributeurs actifs et 1 administrateur.
- Le 30 septembre 2024, elle contient 3 466 articles et compte 9 032 contributeurs, dont 11 contributeurs actifs et 1 administrateur.